# Paratriaenops pauliani
Paratriaenops pauliani är en fladdermus i familjen rundbladnäsor som förekommer på Seychellerna. Artepitet i det vetenskapliga namnet hedrar zoologen Renaud Paulian som var aktiv på öar i västra Indiska oceanen.
Kännetecknande för arten är formen av hudflikarna på näsan (bladet). Över en central rund hudflik förekommer tre spetsiga flikar som tillsammans liknar en treudd. Treudden är kortare och har tjockare spetsar än hos andra släktmedlemmar. Arten har 41,4 till 45,1 mm långa underarmar, en 17 till 21 mm lång svans, 5,7 till 6,2 mm långa bakfötter och 14,5 till 15,4 mm långa öron (värden från 5 exemplar). Pälsen på ovansidan har en gråbrun färg och undersidan är täckt av grå päls. Tandformeln är I 1/2 C 1/1 P 2/2 M 3/3, alltså 30 tänder.
Arten är bara känd från atollen Aldabra i västra Seychellerna. Den uppsöker ibland människans byggnader. Området är främst täckt av buskskogar med växter av släktena Pemphis och Casuarina.
Atollen ingår sedan 1982 i ett världsarv av Unesco. IUCN listar Paratriaenops pauliani med kunskapsbrist (DD).